# Almostancir I
Almostancir (em árabe: المستنصر بالله, lit. 'Al-Mustansir') foi o penúltimo califa do Califado Abássida em Baguedade entre 1226 até 1242.

## Vida
Almostancir nasceu em Baguedade em 1192. Era filho de Abu Nácer Maomé (futuro califa Azair) e sua mãe era uma turca um ualade chamada Zara. Com a morte de seu pai em 1226, o sucedeu como trigésimo sexto califa abássida em Baguedade. É particularmente conhecido por estabelecer a Madraça Almostanceria (atualmente uma parte da Universidade Almostanceria) em 1227/32/34. A madraça, na época, ensinava muitas disciplinas, incluindo medicina, matemática, literatura, gramática e estudos religiosos islâmicos, tornando-se um centro proeminente e de alto nível para estudos islâmicos em Baguedade. Almostancir morreu em 5 de dezembro de 1242.[9] e foi sucedido por seu filho Almostacim (r. 1242–1258).